# فانس بيدفورد
فانس بيدفورد (بالإنجليزية: Vance Bedford)‏ هو لاعب كرة قدم أمريكية أمريكي، ولد في 20 أغسطس 1958 في بومونت في الولايات المتحدة.